# Psychotria microbotrys
Psychotria microbotrys är en måreväxtart som beskrevs av Hipólito Ruiz López och Paul Carpenter Standley. Psychotria microbotrys ingår i släktet Psychotria och familjen måreväxter. Inga underarter finns listade i Catalogue of Life.